# Mark Leveson
Mark Leveson is een televisieproducent. Hij bedacht in 1988 met Dan Patterson het programma Whose Line Is It Anyway?. Het tweetal bedacht ook Mock the Week. In 2004 won Leveson met Natasha Carlish, Michael B. Clifford en Geoff Thompson een BAFTA Award voor de productie van de korte film Brown Paper Bag.

## Filmografie
- The Brain Drain (televisieserie, 1993; co-producent)
- Whose Line Is It Anyway? (show, 1998-1999)
- Brown Paper Bag (korte film, 2003)
- 29 Minutes of Fame (televisieserie, 2005)
- Mock the Week (show, 2005-...)